# Blaesoxipha blodgeti
Blaesoxipha blodgeti är en tvåvingeart som först beskrevs av Carroll William Dodge 1964.  Blaesoxipha blodgeti ingår i släktet Blaesoxipha och familjen köttflugor. Inga underarter finns listade i Catalogue of Life.